# إدوارد مورتييه
أيدوارد مورتييه (بالفرنسية: Édouard Adolphe Casimir Joseph Mortier)‏:سياسي فرنسي ورئيس الوزراء الفرنسي الخامس عشر منذ 1834 وحتى 1835، وقد شغل منصب وزارة الحرب الفرنسية أيضاً، توفي عام 1835 بباريس.